# Stefano Fiore
Stefano Fiore (Cosenza, 17 d'abril de 1975) és un exfutbolista italià, que ocupava la posició de migcampista.

## Trajectòria
Inicia la seua carrera a l'equip de la seua ciutat natal, el 1992. Dos anys després recala a la Parma FC, tot i que amb prou feines apareix en vuit ocasions, i la temporada 95/96 marxa a la Padova Calcio. A l'any següent, es trasllada al Chievo Verona, on qualla una gran campanya, amb dos gols i múltiples assistències. Això serveix per retornar a la Parma el 1997. Els dos anys que roman amb els gialloblu estarà sobretot com a suplent, a l'ombra de l'internacional Dino Baggio.
L'estiu de 1999 s'incorpora a les files de la Udinese Calcio, on disputa 33 partits i marca 9 gols. Aquest bon moment li dona el passi per debutar amb la selecció italiana i acudir a l'Eurocopa del 2000. Amb la Udinese, la temporada 00/01, marca 9 gols en 34 partits.
El 2001 és fitxat per la SS Lazio per 20 milions d'euros. Al conjunt romà no té tanta fortuna com a la Udinese, sent suplent, a la vegada que perd la seua plaça amb el combinat nacional per participar-hi al Mundial de Corea i Japó del 2002. Amb l'arribada de Roberto Mancini a la banqueta de la Lazio, el migcampista es converteix en peça clau de l'equip. El conjunt romà hi guanya la Coppa Italia i Fiore retorna a la selecció transalpina, tot participant en l'Eurocopa del 2004.
A causa dels problemes econòmics de la Lazio, el migcampista, junt a Bernardo Corradi, van marxar al València CF, llavors entrenat pel seu compatriota Claudio Ranieri. El conjunt de Mestalla no signa una bona temporada, i el migcampista italià no acaba d'adaptar-se al futbol de la competició espanyola. A l'estiu següent hi retorna a Itàlia, cedit a la Fiorentina, on forma una bona associació amb Luca Toni.
L'entitat toscana no es mostra interessada a contractar el migcampista. El València el cedeix de nou, a la Torino FC, on realitza la primera meitat de la campanya 06/07. La segona part la milita a les files del Livorno.
L'estiu del 2007, recala al modest AC Mantova, de la Serie B, amb qui disputa la temporada 07/08. Després de no tindre equip per a la temporada següent, al setembre del 2009 retorna a la seua ciutat natal per militar a la Cosenza, de la Lega Pro Prima Divisione, la tercera categoria.

## Títols
- 1995 Copa de la UEFA
- 1999 Copa de la UEFA
- 1999 Copa d'Itàlia
- 2004 Copa d'Itàlia
- 2004 Supercopa d'Europa